# Araneus luteofaciens
Araneus luteofaciens este o specie de păianjeni din genul Araneus, familia Araneidae. A fost descrisă pentru prima dată de Roewer în anul 1942.
Este endemică în Camerun. Conform Catalogue of Life specia Araneus luteofaciens nu are subspecii cunoscute.